# Fußball-Club Augsburg 1907 1977-1978
Questa voce raccoglie le informazioni riguardanti il Fußball-Club Augsburg 1907 nelle competizioni ufficiali della stagione 1977-1978.

## Stagione
Nella stagione 1977-1978 l'Augusta, allenato da Werner Olk e Heiner Schuhmann, concluse il campionato di 2. Bundesliga al 14º posto. In Coppa di Germania l'Augusta fu eliminato al terzo turno dal Monaco 1860.

## Rosa
| N. |                      | Ruolo | Calciatore       |
| -- | -------------------- | ----- | ---------------- |
|    | Danimarca (bandiera) | P     | Benno Larsen     |
|    | Germania (bandiera)  | P     | Albert Zettler   |
|    | Germania (bandiera)  | D     | Rainer Dörr      |
|    | Germania (bandiera)  | D     | Heinz Michallik  |
|    | Germania (bandiera)  | D     | Ewald Schäffner  |
|    | Germania (bandiera)  | D     | Heiner Schuhmann |
|    | Germania (bandiera)  | D     | Herbert Stahl    |
|    | Germania (bandiera)  | C     | Willi Bernecker  |
|    | Serbia (bandiera)    | C     | Miodrag Đurić    |
|    | Germania (bandiera)  | C     | Wolfgang Haug    |
|    | Germania (bandiera)  | C     | Kurt Kalchschmid |

| N. |                     | Ruolo | Calciatore          |
| -- | ------------------- | ----- | ------------------- |
|    | Germania (bandiera) | C     | Bernd Schuster      |
|    | Germania (bandiera) | C     | Erich Steer         |
|    | Germania (bandiera) | C     | Peter Szupak        |
|    | Germania (bandiera) | C     | Manfred Tripbacher  |
|    | Germania (bandiera) | A     | Georg Beichle       |
|    | Germania (bandiera) | A     | Robert Birner       |
|    | Germania (bandiera) | A     | Hans Jörg           |
|    | Germania (bandiera) | A     | Arnulf Klein        |
|    | Germania (bandiera) | A     | Bernd Lorenz        |
|    | Germania (bandiera) | A     | Edgar Schneider     |
|    | Germania (bandiera) | A     | Karl-Heinz Stempfle |

## Organigramma societario
Area tecnica
- Allenatore: Heiner Schuhmann
- Allenatore in seconda: Václav Halama
- Preparatore dei portieri:
- Preparatori atletici:

## Calciomercato

### Sessione estiva
| Acquisti | Acquisti                 | Acquisti              | Acquisti |
| R.       | Nome                     | da                    | Modalità |
| -------- | ------------------------ | --------------------- | -------- |
| D        | Rainer Dörr              | Eintracht Francoforte |          |
| D        | Frank-Michael Marczewski | Spandauer             |          |

| Cessioni | Cessioni                 | Cessioni        | Cessioni |
| R.       | Nome                     | a               | Modalità |
| -------- | ------------------------ | --------------- | -------- |
| D        | Frank-Michael Marczewski | Bremerhaven     |          |
| A        | Wilhelm Hoffmann         | Göppinger SV    |          |
| A        | Werner Killmaier         | FSV Francoforte |          |
| P        | Walter Modick            | Ulma            |          |
| A        | Karl Obermeier           | MTV Ingolstadt  |          |
| C        | Zoltán Varga             | Gent            |          |
| C        | Klaus Vöhringer          | Monaco 1860     |          |

### Sessione invernale
| Acquisti | Acquisti     | Acquisti   | Acquisti |
| R.       | Nome         | da         | Modalità |
| -------- | ------------ | ---------- | -------- |
| A        | Bernd Lorenz | Young Boys |          |

| Cessioni | Cessioni       | Cessioni               | Cessioni |
| R.       | Nome           | a                      | Modalità |
| -------- | -------------- | ---------------------- | -------- |
| C        | Harald Aumeier | Eintracht Braunschweig |          |

## Risultati

### 2. Bundesliga

#### Girone di andata
| Arbitro: | Kipper |

|                                |           |                            |
| Stempfle 10’ Renner 27’ (aut.) | Marcatori | 17’, 55’ Kehl 89’ Allgöwer |

| Arbitro: | Gaus |

|                                 |           |                  |
| Michelberger 4’ Leiendecker 20’ | Marcatori | 27’, 69’ Beichle |

| Arbitro: | Nützel |

|           |           |                                |
| Stahl 55’ | Marcatori | 7’ (rig.) Größler 67’ Sommerer |

| Arbitro: | Hontheim |

|                                 |           |           |
| Stetter 1’, 4’, 41’ Grieser 87’ | Marcatori | 43’ Stahl |

| Augusta 31 agosto 1977 5ª giornata | Augusta | 0 – 0 referto | Fürth | Rosenaustadion (7 000 spett.)\| Arbitro: \| Nickel \| |
| Arbitro:                           | Nickel  |               |       |                                                       |

| Arbitro: | Correll |

|                             |           |                           |
| Hug 11’ Vogtmann 90’ (rig.) | Marcatori | 53’ Schäffner 58’ Beichle |

| Arbitro: | Schmidhuber |

|                               |           |                        |
| Beichle 13’, 19’ Stempfle 62’ | Marcatori | 18’ Werner 71’ Markert |

| Arbitro: | Biwersi |

|                                                |           |                         |
| Drexler 25’ Michallik 47’ (aut.) Dörenberg 84’ | Marcatori | 39’ Beichle 58’ Aumeier |

| Arbitro: | Drescher |

|                     |           |  |
| Fichtner 67’ (rig.) | Marcatori |  |

| Arbitro: | Karr |

|                                  |           |  |
| Beichle 3’, 6’ Jörg 10’ Haug 73’ | Marcatori |  |

| Arbitro: | Kinzinger |

|                     |           |  |
| Ziegert 9’ Ganz 80’ | Marcatori |  |

| Arbitro: | Tritschler |

|                      |           |               |
| Haug 44’ Aumeier 62’ | Marcatori | 20’ Schuberth |

| Arbitro: | Engel |

|                                              |           |                                   |
| Steiner 4’, 76’ Nickel 84’ (rig.) Sebert 89’ | Marcatori | 33’, 54’, 72’ Beichle 37’ Aumeier |

| Augusta 6 novembre 1977 14ª giornata | Augusta | 0 – 0 referto | Norimberga | Rosenaustadion (12 000 spett.)\| Arbitro: \| Glaw \| |
| Arbitro:                             | Glaw    |               |            |                                                      |

| Arbitro: | Wilhelmi |

|                         |           |  |
| Günther 59’, 68’ (rig.) | Marcatori |  |

| Arbitro: | Klauser |

|             |           |                 |
| Beichle 69’ | Marcatori | 27’ Hiestermann |

| Arbitro: | Hontheim |

|                            |           |  |
| Plaggemeyer 45’ Krause 61’ | Marcatori |  |

| Arbitro: | Binninger |

|                                                            |           |  |
| Beichle 28’ Stahl 32’, 82’ Walter 35’ (aut.) Bernecker 63’ | Marcatori |  |

| Arbitro: | Linn |

|  |           |             |
|  | Marcatori | 80’ Beichle |

#### Girone di ritorno
| Arbitro: | Wohlfarth |

|                |           |               |
| Saile 15’, 28’ | Marcatori | 64’ Schneider |

| Arbitro: | Regneri |

|                                                |           |  |
| Schneider 77’ Tripbacher 80’ Lorenz 90’ (rig.) | Marcatori |  |

| Arbitro: | Karr |

|  |           |                      |
|  | Marcatori | 20’ Stahl 70’ Lorenz |

| Arbitro: | Filla |

|                              |           |            |
| Bernecker 14’ Tripbacher 50’ | Marcatori | 70’ Jordan |

| Fürth 5 febbraio 1978 24ª giornata | Fürth  | 0 – 0 referto | Augusta | Sportpark Ronhof (2 500 spett.)\| Arbitro: \| Huster \| |
| Arbitro:                           | Huster |               |         |                                                         |

| Arbitro: | Brückner |

|             |           |  |
| Beichle 40’ | Marcatori |  |

| Arbitro: | Schmidhuber |

|              |           |                        |
| Emmerich 55’ | Marcatori | 59’ Beichle 70’ Lorenz |

| Arbitro: | Walz |

|  |           |                                 |
|  | Marcatori | 3’ Weber 60’ Metz 89’ Cestonaro |

| Arbitro: | Dölfel |

|                |           |           |
| Tripbacher 69’ | Marcatori | 30’ Michl |

| Arbitro: | Kinzinger |

|                            |           |  |
| Ehrmantraut 80’ Warken 81’ | Marcatori |  |

| Arbitro: | Scheffner |

|              |           |  |
| Bernecker 6’ | Marcatori |  |

| Worms 2 aprile 1978 31ª giornata | Wormatia Worms | 0 – 0 referto | Augusta | Wormatia-Stadion (3 000 spett.)\| Arbitro: \| Karr \| |
| Arbitro:                         | Karr           |               |         |                                                       |

| Arbitro: | Regneri |

|  |           |           |
|  | Marcatori | 42’ Knapp |

| Arbitro: | Luca |

|                         |           |           |
| Petrovic 63’ Schöll 66’ | Marcatori | 47’ Steer |

| Arbitro: | Schumann |

|                  |           |                             |
| Beichle 49’, 50’ | Marcatori | 43’ Günther 60’, 85’ Berger |

| Arbitro: | Boos |

|                     |           |                              |
| Sterz 24’, 42’, 67’ | Marcatori | 19’ Tripbacher 74’ Michallik |

| Arbitro: | Kinzinger |

|            |           |                 |
| Szupak 84’ | Marcatori | 6’ (aut.) Steer |

| Arbitro: | Vielsack |

|                               |           |  |
| Weiler 31’, 33’ Schneider 68’ | Marcatori |  |

| Arbitro: | Röder |

|                                                                              |           |  |
| Beichle 5’, 30’, 65’ Bernecker 36’ Stempfle 38’ Tripbacher 52’, 80’ Jörg 88’ | Marcatori |  |

### Coppa di Germania
| Arbitro: | Walther |

|                |           |  |
| Marczewski 32’ | Marcatori |  |

| Arbitro: | Halfter |

|  |           |               |
|  | Marcatori | 62’ Schneider |

| Arbitro: | Walz |

|                                             |           |  |
| Scheller 23’ (rig.), 53’ (rig.) Nielsen 75’ | Marcatori |  |

## Statistiche

### Statistiche di squadra
| Competizione      | Punti | In casa | In casa | In casa | In casa | In casa | In casa | In trasferta | In trasferta | In trasferta | In trasferta | In trasferta | In trasferta | Totale | Totale | Totale | Totale | Totale | Totale | DR |
| Competizione      | Punti | G       | V       | N       | P       | Gf      | Gs      | G            | V            | N            | P            | Gf           | Gs           | G      | V      | N      | P      | Gf     | Gs     | DR |
| ----------------- | ----- | ------- | ------- | ------- | ------- | ------- | ------- | ------------ | ------------ | ------------ | ------------ | ------------ | ------------ | ------ | ------ | ------ | ------ | ------ | ------ | -- |
| 2. Bundesliga     | 34    | 19      | 9       | 5       | 5       | 37      | 19      | 19           | 3            | 5            | 11           | 20           | 35           | 38     | 12     | 10     | 16     | 57     | 54     | +3 |
| Coppa di Germania | -     | 1       | 1       | 0       | 0       | 1       | 0       | 2            | 1            | 0            | 1            | 1            | 3            | 3      | 2      | 0      | 1      | 2      | 3      | -1 |
| Totale            | 34    | 20      | 10      | 5       | 5       | 38      | 19      | 21           | 4            | 5            | 12           | 21           | 38           | 41     | 14     | 10     | 17     | 59     | 57     | +2 |

### Andamento in campionato
| Giornata  | 1  | 2  | 3  | 4  | 5  | 6  | 7  | 8  | 9  | 10 | 11 | 12 | 13 | 14 | 15 | 16 | 17 | 18 | 19 | 20 | 21 | 22 | 23 | 24 | 25 | 26 | 27 | 28 | 29 | 30 | 31 | 32 | 33 | 34 | 35 | 36 | 37 | 38 |
| --------- | -- | -- | -- | -- | -- | -- | -- | -- | -- | -- | -- | -- | -- | -- | -- | -- | -- | -- | -- | -- | -- | -- | -- | -- | -- | -- | -- | -- | -- | -- | -- | -- | -- | -- | -- | -- | -- | -- |
| Luogo     | C  | T  | C  | T  | C  | T  | C  | T  | T  | C  | T  | C  | T  | C  | T  | C  | T  | C  | T  | T  | C  | T  | C  | T  | C  | T  | C  | C  | T  | C  | T  | C  | T  | C  | T  | C  | T  | C  |
| Risultato | P  | N  | P  | P  | N  | N  | V  | P  | P  | V  | P  | V  | N  | N  | P  | N  | P  | V  | V  | P  | V  | V  | V  | N  | V  | V  | P  | N  | P  | V  | N  | P  | P  | P  | P  | N  | P  | V  |
| Posizione | 11 | 14 | 14 | 18 | 16 | 16 | 15 | 15 | 17 | 16 | 17 | 15 | 15 | 15 | 16 | 17 | 18 | 16 | 13 | 15 | 14 | 12 | 11 | 11 | 11 | 10 | 11 | 11 | 12 | 12 | 11 | 11 | 12 | 12 | 14 | 13 | 15 | 14 |

Legenda:

Luogo: C = Casa; T = Trasferta. Risultato: V = Vittoria; N = Pareggio; P = Sconfitta.

### Statistiche dei giocatori
| Giocatore      | 2. Bundesliga | 2. Bundesliga | 2. Bundesliga | 2. Bundesliga | Coppa di Germania | Coppa di Germania | Coppa di Germania | Coppa di Germania | Totale   | Totale | Totale      | Totale     |
| Giocatore      | Presenze      | Reti          | Ammonizioni   | Espulsioni    | Presenze          | Reti              | Ammonizioni       | Espulsioni        | Presenze | Reti   | Ammonizioni | Espulsioni |
| -------------- | ------------- | ------------- | ------------- | ------------- | ----------------- | ----------------- | ----------------- | ----------------- | -------- | ------ | ----------- | ---------- |
| H. Aumeier     | 17            | 3             | 1             | 0             | 3                 | 0                 | 0                 | 0                 | 20       | 3      | 1           | 0          |
| G. Beichle     | 38            | 21            | 4             | 0             | 3                 | 0                 | 0                 | 0                 | 41       | 21     | 4           | 0          |
| W. Bernecker   | 31            | 4             | 1             | 0             | 3                 | 0                 | 1                 | 0                 | 34       | 4      | 2           | 0          |
| R. Birner      | 2             | 0             | 0             | 0             | 1                 | 0                 | 0                 | 0                 | 3        | 0      | 0           | 0          |
| R. Dörr        | 27            | 0             | 1             | 0             | 1                 | 0                 | 0                 | 0                 | 28       | 0      | 1           | 0          |
| W. Haug        | 37            | 2             | 0             | 0             | 3                 | 0                 | 0                 | 0                 | 40       | 2      | 0           | 0          |
| H. Jörg        | 22            | 2             | 0             | 0             | 1                 | 0                 | 0                 | 0                 | 23       | 2      | 0           | 0          |
| K. Kalchschmid | 1             | 0             | 0             | 0             | 0                 | 0                 | 0                 | 0                 | 1        | 0      | 0           | 0          |
| A. Klein       | 0             | 0             | 0             | 0             | 0                 | 0                 | 0                 | 0                 | 0        | 0      | 0           | 0          |
| B. Larsen      | 7             | 0             | 0             | 0             | 2                 | 0                 | 0                 | 0                 | 9        | 0      | 0           | 0          |
| B. Lorenz      | 13            | 3             | 1             | 0             | 0                 | 0                 | 0                 | 0                 | 13       | 3      | 1           | 0          |
| F. Marczewski  | 12            | 0             | 0             | 0             | 2                 | 1                 | 0                 | 0                 | 14       | 1      | 0           | 0          |
| H. Michallik   | 38            | 1             | 4             | 0             | 3                 | 0                 | 0                 | 0                 | 41       | 1      | 4           | 0          |
| E. Schneider   | 13            | 2             | 0             | 0             | 2                 | 1                 | 0                 | 0                 | 15       | 3      | 0           | 0          |
| H. Schuhmann   | 4             | 0             | 1             | 0             | 2                 | 0                 | 0                 | 0                 | 6        | 0      | 1           | 0          |
| B. Schuster    | 0             | 0             | 0             | 0             | 0                 | 0                 | 0                 | 0                 | 0        | 0      | 0           | 0          |
| E. Schäffner   | 34            | 1             | 6             | 0             | 1                 | 0                 | 0                 | 0                 | 35       | 1      | 6           | 0          |
| H. Stahl       | 37            | 5             | 6             | 0             | 3                 | 0                 | 1                 | 0                 | 40       | 5      | 7           | 0          |
| E. Steer       | 23            | 1             | 5             | 0             | 2                 | 0                 | 0                 | 0                 | 25       | 1      | 5           | 0          |
| K. Stempfle    | 37            | 3             | 3             | 0             | 3                 | 0                 | 1                 | 0                 | 40       | 3      | 4           | 0          |
| P. Szupak      | 11            | 1             | 1             | 0             | 0                 | 0                 | 0                 | 0                 | 11       | 1      | 1           | 0          |
| M. Tripbacher  | 31            | 6             | 2             | 0             | 1                 | 0                 | 0                 | 0                 | 32       | 6      | 2           | 0          |
| A. Zettler     | 32            | 0             | 0             | 0             | 1                 | 0                 | 0                 | 0                 | 33       | 0      | 0           | 0          |
| M. Đurić       | 4             | 0             | 1             | 0             | 0                 | 0                 | 0                 | 0                 | 4        | 0      | 1           | 0          |